# 阳曲镇
阳曲镇是山西省太原市尖草坪区下辖的一个镇，位于太原市城区的最北端，因原为阳曲县县城所在地而得名。境内有108国道、原太高速公路、东山过境高速公路、太原市西北外环过境高速公路以及北同蒲铁路、石太客运专线。。

## 行政区划
陽曲鎮现下辖1个社区居委会，19个行政村：
- 阳曲社区居委会
- 阳曲村委会
- 马坡村委会
- 河底村委会
- 北山头村委会
- 棋子山村委会
- 皇后园村委会
- 黄花园村委会
- 沟南村委会
- 寨上村委会
- 蝎子寨村委会
- 峰西村委会
- 风格梁村委会
- 西岗村委会
- 欢嘴村委会
- 岗底村委会
- 郭家窑村委会
- 晋庄村委会
- 新兴村委会
- 司徒洼村委会